# 深山彬
深山 彬（みやま あきら、1941年3月30日 -  ）は、日本の経営者。北國銀行頭取を務めた。

## 来歴・人物
石川県出身。1963年に金沢大学法文学部を卒業し、同年4月に北國銀行に入行した。1992年6月に取締役に就任し、1996年6月に常務、1997年10月に専務を経て、1998年12月には頭取に就任。2006年6月に会長に就任し、2013年6月には相談役に就任。